# Amigurumi

Pingüino orejas de conejo

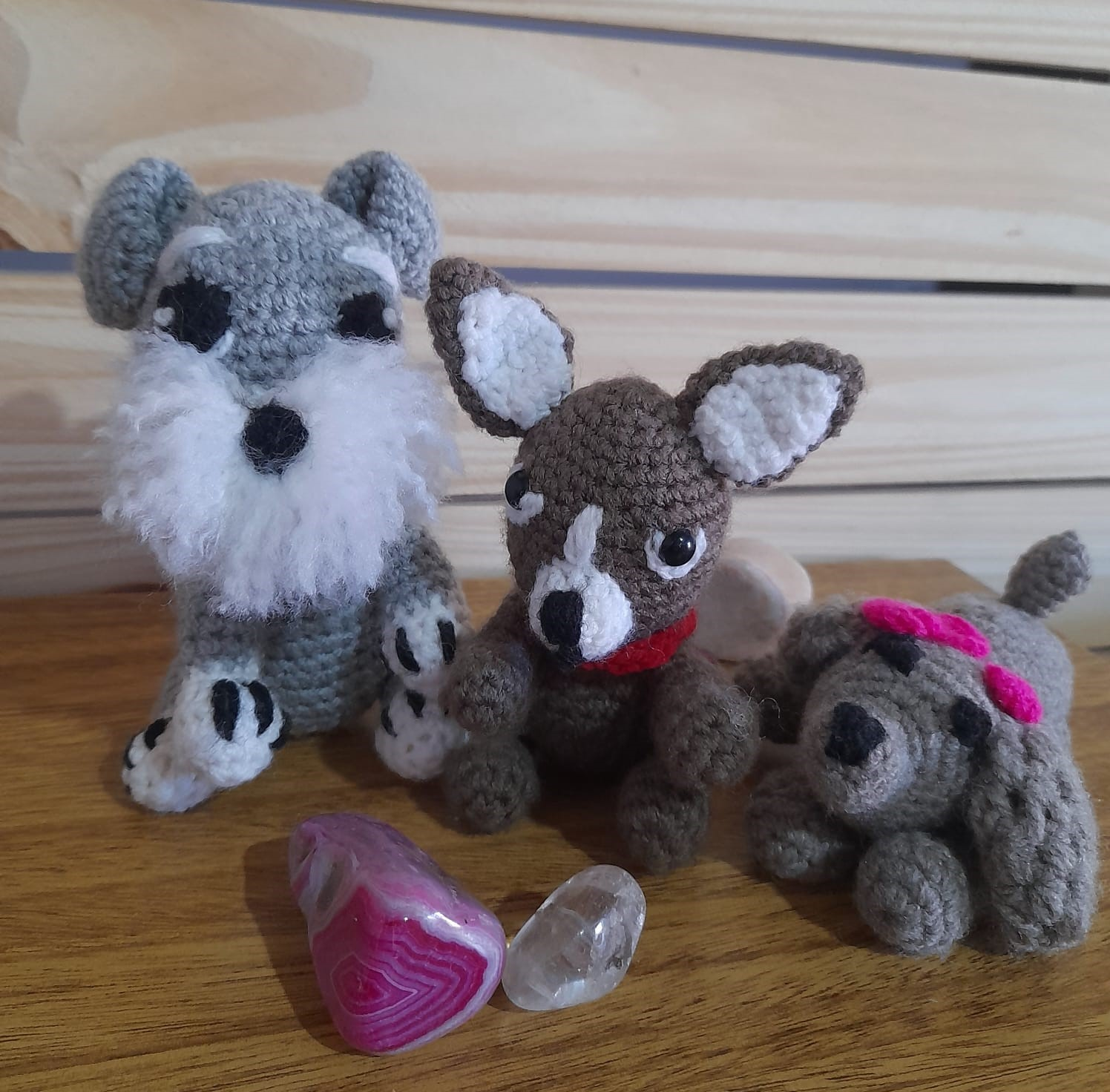
Perritos Amigurumis

El término amigurumi (編み包み?  lit. peluche tejido), un acrónimo en japonés, compuesto de: ami, "tejido", y nuigurumi, "muñeco de peluche", es una tendencia o moda japonesa que consiste en tejer pequeños muñecos mediante técnicas de croché o ganchillo. Los amigurumis tienen forma principalmente de animales como osos, conejos, gatos o perros, pero también adquieren otras formas como comidas, plantas e incluso accesorios como bolsos, bisutería, etcétera.

## Creencias y usos

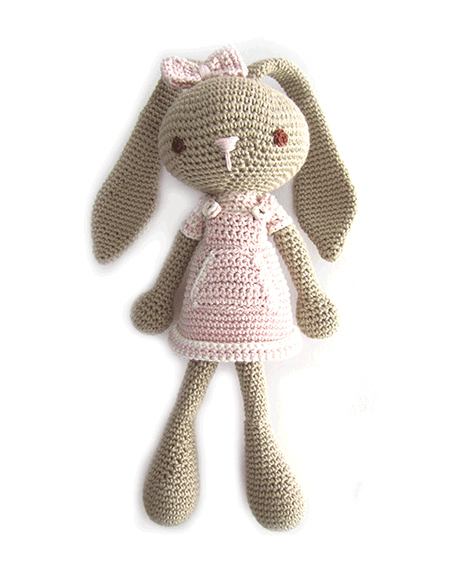
Conejita amigurumi

El amigurumi es en Japón algo más que un simple pasatiempo, ya que forma parte de la cultura kawaii, término que podría traducirse como "mono" o "tierno". Permite crear personajes e imitar objetos de la vida real, pero con un toque blandito y adorable.
Este tipo de actividades estimulan la creatividad y permiten mejorar las habilidades para producir más y mejores cosas. Gracias a la facilidad del crochet, hace que ésta sea una de las técnicas más elegidas al comenzar un emprendimiento artesanal.

## Historia
Estos muñecos, tejidos a crochet, nacen en Japón donde, a partir de la década de 1950, cuando la cultura japonesa se dirigió a lo cute o Kawaii, inventando personajes como Hello Kitty. Cuando finaliza la Segunda Guerra Mundial, Japón, derrotado y contaminado de desánimo, necesitaba algo que ayudara a hacer más placentero el paso de las horas; así nace la cultura cute. Abuelas y tías comenzaron a tejer una gran variedad de muñecos; una forma de entretenerse y entretener a la familia en medio del sombrío clima reinante.

## Materiales empleados
Por lo general, los amigurumis se tejen usando lana o hilo de algodón. Estos materiales varían en grosor, color, textura y en composición, que van desde 100 por ciento lana de oveja a la utilización de fibras sintéticas, como el acrílico y spandex en distintos porcentajes.[cita requerida]
Para tejerlos, se usan agujas de crochet o ganchillos. El tamaño del ganchillo a utilizar, por lo general, viene sugerido en la etiqueta de la madeja de lana que se empleará para realizar el amigurumi. La relación entre el grosor de la hebra y el ganchillo determinará la tensión del tejido; lo ideal es que el tejido quede lo suficientemente ajustado para que el relleno no sea visible y lo bastante holgado como para que el amigurumi quede suave y siga manteniendo su forma característica de peluche.[cita requerida]
Para el relleno de los amigurumis, se usa espuma o fibra siliconada (algodón o pluma sintética) como la que lleva cualquier peluche de relleno. Recientemente, se ha impulsado el uso de rellenos reciclados, como retazos de telas, sobras de estambre, arena o arroz, garbanzos o huesos de frutas y bolitas de unicel. El relleno depende del resultado que se espera, y entonces el amigurumi puede ser más ligero o más pesado, más maleable o más rígido, más pequeño o más grande, etcétera. Para coser las partes que componen el amigurumi, hace falta una aguja de lana (idealmente, una punta roma para no dañar las hebras) e hilo del color de las partes a coser, aunque por lo general es la misma hebra final del tejido la que se utiliza para unir cada parte en su lugar.[cita requerida]

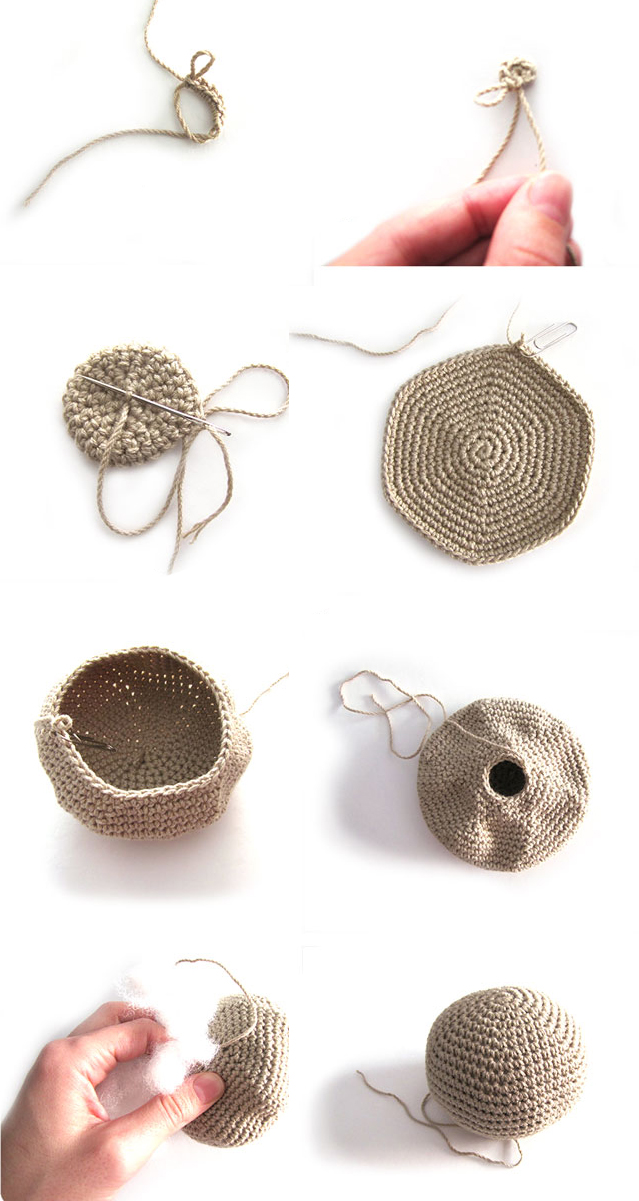
Técnica de ganchillo en espiral

Desde que la tendencia DIY (del inglés, Do It Yourself, o hazlo tú mismo) se convirtió en un movimiento mundial, y las habilidades artesanales están de moda, el uso de otros materiales, como hilo para bordar o fibras sintéticas como el fieltro se ha extendido notablemente. 
El amigurumi ha impulsado la creación de industrias dedicadas exclusivamente a la venta de insumos para esta artesanía, junto con una amplia variedad de objetos y elementos decorativos fabricados siguiendo los principios y la estética kawaii de los amigurumi. Los artesanos se dedican no solo a fabricar peluches de todo tipo, sino que han incursionado con accesorios, como los broches, collares, pulseras, llaveros y recuerdos, entre otros.
La forma básica y más difundida de los amigurumis es la esfera. Sin embargo, la versatilidad de esta técnica permite crear una infinidad de formas tanto en plano como en volumen, lo que permite que la variedad de diseños sea prácticamente infinita. Son numerosos los patrones que se pueden encontrar buscando bibliografía especializada, sobre todo en japonés e inglés, pese a que la expansión creciente de la popularidad de estos muñecos hace que cada vez sea mayor la oferta lingüística en que se pueden encontrar los tutoriales y ayudas para realizarlos. Sin embargo, hay un movimiento llamado "ganchillo freestyle", que mueve a más y más gente cada vez a realizar sus propios muñecos sin otra ayuda que la de su imaginación.
Si bien el crochet o ganchillo es la técnica más utilizada, también pueden tejerse amigurumis con palillos o dos agujas.

## Técnica
Los amigurumis están realizados con la técnica de ganchillo en espiral, por lo que el tejido es continuo, hay tantas variedades de amigurumi como imagines, ya que el ganchillo permite crear distintas formas que una vez unidas con aguja e hilo forman muñecos y figuras tan sencillas o complejas como la imaginación del artesano lo permita.[cita requerida]